# Le Pétomane

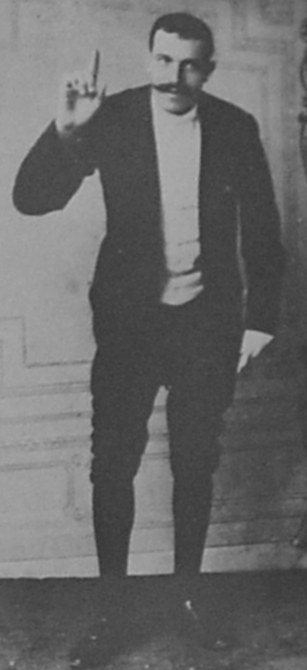
Le Pétomane

Le Pétomane (pronúncia em francês: [ləpetɔˈman]) foi o nome artístico do flatulista francês Joseph Pujol (Marselha, 1 de Junho de 1857 — Toulon, 8 de Agosto de 1945). Ele tornou-se famoso pelo controle que tinha dos músculos abdominais, o que lhe permitia flatular à vontade. Seu nome artístico combina o verbo francês péter, "flatular" com o sufixo -mane, "-mano". Seu ofício é melhor denominado flatulista.
É uma concepção comum e errada dizer que Joseph Pujol realmente flatulava como parte de sua performance no palco. A flatulência implica a expulsão dos gases intestinais pelo ânus. Pujol tinha o "dom" de puxar o ar para o reto e liberá-lo usando os esfíncteres. Evidências de sua habilidade em controlar esses músculos podem ser vistas em relatos de outras pessoas.

## Biografia

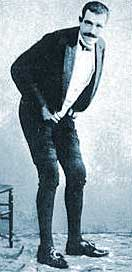
Le Pétomane por volta de 1890

Joseph Pujol nasceu em Marselha. Ele era um dos cinco filhos de François (que era canteiro e escultor) e Rose Pujol. Logo após deixar os estudos ele teve uma estranha experiência enquanto nadava no mar. Ele pôs a cabeça sob a água e prendeu a respiração, ao mesmo tempo em que sentiu algo muito gelado entrando por seu traseiro. Ele nadou rapidamente de volta à praia e ficou impressionado em ver a água entrando por seu orifício posterior. Um médico lhe garantiu que não havia com o que se preocupar.
Quando ele entrou no Exército ele contou aos colegas sobre sua habilidade especial e a demonstrava para a diversão de todos, sugando água de uma bacia e depois lançando-a a vários metros. Então Pujol descobriu que poderia fazer a sucção também com o ar. Embora padeiro de profissão, Pujol costumava divertir seus fregueses com a imitação de instrumentos musicais. 
Pujol decidiu pôr à prova seu "talento" no palco e estreou em Marselha no ano de 1887. Após o sucesso de sua apresentação, ele foi apresentar-se em Paris, levando seu número ao Moulin Rouge em 1892.
As partes mais notáveis dos espetáculos de Pujol envolviam a imitação dos estrondos de canhões e de trovões, assim como a reprodução de "O Sole Mio", "Au clair de la lune" e "La Marseillaise" com uma ocarina através de um tubo de borracha em seu ânus. Ele podia também apagar uma vela a vários metros de distância. Muitas personalidades foram aos seus espetáculos: Edward, o Príncipe de Gales, Leopoldo II da Bélgica e Sigmund Freud.
Em 1894, os administradores do Moulin Rouge processaram Pujol por uma exibição impromptu que ele dera para ajudar um amigo em dificuldades financeiras. Por causa de 3.000F - o valor normalmente cobrado por Pujol era de 20.000F por espetáculo - o Moulin Rouge perdeu sua maior estrela, que continuou a se apresentar noutro espetáculo, agora itinerante, denominado Théâtre Pompadour.
Na década seguinte tentou refinar seus números, tornando-os mais "gentis": um de seus números favoritos era a imitação dos sons dos animais de uma fazenda. O clímax era a sua impressão do Terremoto de 1906 em San Francisco.
Com o início da Primeira Guerra Mundial, Pujol, atemorizado pela desumanidade do conflito, abandonou os palcos e retornou ao seu trabalho de padeiro em Marselha. Mais tarde, abriu uma fábrica de biscuit em Toulon. Ele faleceu em 1945, aos 88 anos, sendo enterrado no cemitério de La Valette-du-Var, onde seu túmulo pode ser visto ainda hoje. A Sorbonne ofereceu à família uma grande quantia para o estudo de seu corpo após a morte, mas a oferta foi recusada.

## Filmografia
Pujol inspirou varios filmes
- 1976 : Le Pétomane, de Ian MacNaughton
- 1983 : Il petòmane de Pasquale Festa Campanile, interpretado por Ugo Tognazzi
- 1998 : Le Pétomane : Fin de siècle fartiste, de Igor Vamos
- 2005 : Le Pétomane : Parti avec le vent, de Steve Ochs

## Frases
- "Sou o único que não pago direitos autorais!" (em francês : Je suis le seul qui ne paye pas de droits d’auteur!)[4]
- "Vou antes de mim, sem me preocupar com minhas costas"
- "Um artista deve saber se entregar no palco"
- "Durante sua longa vida, ele nos deu o melhor de si mesmo" (de um filho de Pujol)
- "Todas as noites, das oito às nove horas"